# بيوت الأرامل (مسرحية)
بيوت الأرامل مسرحية (1892) كانت أول عمل مسرحي لجورج برنارد شو الحاصل على جائزة نوبل في الأدب عام 1926، يتم عرضه على خشبة المسرح. وقد عرضت لأول مرة في 9 ديسمبر 1892 في مسرح رويالتي، تحت رعاية جمعية المسرح المستقل — وهي نادٍ اشتراكي تأسس لتجنب رقابة مكتب اللورد تشامبرلين.

## الشخصيات
- هاري ترينش
- ويليام دي بورغ كوكين
- السيد سارتوريوس
- لعق الجبن
- النادل
- حمال
- بلانش
- خادمة الصالون

## حبكة
تتكون المسرحية من ثلاثة فصول:
في الفصل الأول، يكون الطبيب الشاب هاري ترينش، الفقير لكنه من أصل أرستقراطي، وصديقه ويليام كوكيان في عطلة في ريماغن على نهر الراين. يلتقيان برفيقي سفر آخرين، السيد سارتوريوس، رجل أعمال ناجح بذاته، وابنته بلانش. يقع هاري وبلانش في الحب ويتعلقان ببعضهما ويتخذان قرار الخطوبة.
يفتتح الفصل الثاني بعودة الجميع إلى لندن. يكشف سارتوريوس، أثناء حديثه مع السيد ليكشيز، الذي يوظفه كمحصّل إيجارات، أنه مالك عقارات في أحياء الفقر (مالك سكن رديء الجودة). يقوم بفصل ليكشيز بسبب تعامله المتساهل مع المستأجرين. يصل ترينش وكوكيان لزيارة، لكن عندما يكتشف ترينش أن سارتوريوس يكسب ماله من تأجير مساكن فقيرة للفقراء، يشعر بالاشمئزاز ويرفض أن تقبل بلانش أموال والدها بعد زواجهما، مصراً على أن يعيشا على دخله الصغير فقط. وبعد جدال حاد، ينفصل العاشقان. يكشف سارتوريوس أن دخل ترينش يعتمد على فوائد من عقارات مرهونة، وبالتالي فهو "قذر" مثل دخله هو، لكن الحبيبين لا يصطلحان. وترفض بلانش هاري تمامًا بسبب جرح مشاعرها.
في الفصل الثالث، يعود ترينش وكوكيان وليكشيز إلى منزل سارتوريوس للتخطيط لمشروع تجاري مشبوه. يشعر ترينش بخيبة أمل ويصبح أكثر خشونة بعد أن اكتشف أن مصدر دخله مشبوه، فلم يعد يتخذ الموقف الأخلاقي العالي. في المشهد النهائي، الذي يتميز بتوتر إيروتيكي واضح، يجتمع هاري وبلانش من جديد..

## الطبع والنشر
كانت المسرحية قد كتبت في الأصل عام 1885 كمشروع مشترك مع ويليام آرتشر، لكنهما اختلفا وتُركت هذه المحاولة الأولى. أعاد شو ترتيب الأجزاء المتبقية وأضاف الفصل الثالث لإنتاجها بناءً على دعوة من ياكوب جرين.
اسم المسرحية مستوحى من الكتاب المقدس. ففي 17 نوفمبر 1905، كتب برنارد شو إلى أول مترجم ألماني له، سيغفريد تريبتيش: "احصل على إنجيل واطلع على متى 23:14: 'ويل لكم أيها الكتبة والفريسيون المراؤون، الذين تأكلون بيوت الأرامل...' يجب أن تُسمى المسرحية إما 'بيوت الأرامل' أو 'ويل لكم أيها المراؤون'، أو شيء آخر من الكتاب المقدس."
هذه المسرحية هي واحدة من ثلاث مسرحيات نشرها شو عام 1898 تحت عنوان مسرحيات مزعجة (Plays Unpleasant). ووصفت بأنها "مزعجة" لأنها لم تكن تهدف إلى ترفيه الجمهور كما كان متوقعًا من المسرح الفيكتوري التقليدي، بل إلى رفع الوعي بالمشكلات الاجتماعية وإدانة استغلال الطبقة العاملة من قبل الأثرياء غير المنتجين. المسرحيات الأخرى في المجموعة هي المغازل (The Philanderer) ومهنة السيدة وارن.

## تاريخ الإنتاج
- عُرضت المسرحية لأول مرة في مسرح رويالتي بواسطة جمعية المسرح المستقل في 9 ديسمبر 1892. وقام بالدور الرئيسي الممثل دبليو. ج. روبرتسون.
- تم عرض المسرحية في مارس 1907 في نيويورك في مسرح هيرالد سكوير. [5]
- تم عرضه في مهرجان برنارد شو في عام 2003.
- في 3 يوليو 2011، تم بث نسخة إذاعية من الرواية من إخراج مارتن جارفيس على راديو بي بي سي 3 وبطولة إيان ماكيلين في دور سارتوريوس، وتشارلز دانس في دور ويليام كوكين، وهونيساكل ويكس في دور بلانش، ودان ستيفنز في دور هاري ترينش، وتيم بيجوت سميث في دور ليك تشيز.
- عُرضت المسرحية في مسرح رو بمدينة نيويورك في مارس 2016 ضمن إنتاج مشترك مع مسرح شركة الممثلين ومجموعة جينجولد المسرحية . أخرج العرض ديفيد ستالر[6]

## روابط خارجية
- بيوت الأرامل على قاعدة بيانات برودواي على الإنترنت